# Proasellus gourbaultae
Proasellus gourbaultae és una espècie de crustaci isòpode pertanyent a la família dels asèl·lids.

## Hàbitat
És una espècie demersal, la qual viu a les aigües dolces subterrànies.

## Distribució geogràfica
Es troba a Europa: Espanya i França.